# Médaille du Mérite de la culture et de l'art
La médaille du Mérite de la culture et de l'art (en italien : medaglia ai benemeriti della cultura e dell'arte) est une distinction de mérite de la République italienne mise en place par la loi no 1093 du 16 novembre 1950. Elle est décernée, avec les médailles d'or, d'argent ou de bronze, à l'occasion de la Festa della Repubblica, le 2 juin de chaque année.
Le prix est attribué sur décision du président de la République italienne et sur proposition du ministre pour les Biens et Activités culturels qui préside une commission d'évaluation dédiée, constituée de représentants des académies italiennes.
Conjointement à celle-ci sont attribuées des reconnaissances de mérite similaires pour les domaines de l'école, de la culture et de l'art et des progrès dans la science et la culture.

## Conditions d'attribution
La médaille est attribuée à des personnalités italiennes qui se sont distinguées de manière particulière dans les domaines de la culture, de l'art ou du spectacle. Peuvent donc en être décorés, selon le règlement, les fonctionnaires des ministères, recteurs, directeurs des instituts d'instruction supérieure et artistique, proviseurs aux études, directeurs des bibliothèques publiques ; personnel universitaire et des instituts d'instruction supérieure et artistique ; personnel administratif et enseignant des instituts d'instruction intermédiaire et élémentaire, personnel des institutions scolaires de province et d'inspection ; musiciens, hommes et femmes de lettres, acteurs et artistes.
Les classes ou grades de Mérite sont au nombre de trois et prévoient l'attribution d'une médaille d'or, d'argent ou de bronze, correspondant à des diplômes de mérite de Ire, IIe et IIIe classe.

## Description
Les médailles ont un diamètre de 32 mm et sont frappées au recto du symbole de la République italienne ; au verso est représentée une couronne de chêne entourant la devise Ai benemeriti della cultura (« Aux bienfaiteurs de la culture »). Elles sont accompagnées d'un ruban de soie aux couleurs nationales de largeur similaire à celle des médailles, brodées d'une bande de couleur violette large de 4 mm.